# Sirenian Shores
Sirenian Shores es un EP de la banda gótica noruega Sirenia, publicado el 11 de octubre de 2004, apenas dos meses después de su segundo álbum An Elixir For Existence .
Ofrece tres piezas nuevas: "Sirenian Shores", una versión de Leonard Cohen titulado "First We Take Manhattan" y una breve composición orquestal "Obire Mortem". "Meridian" fue regrabada en una versión acústica y "Save Me From Myself" tiene un arreglo de metal industrial.

## Lista de canciones
| N.º | Título                                          | Letras        | Música | Duración |  |
| 1.  | «Sirenian Shores»                               | Morten Veland | Veland | 6:01     |  |
| 2.  | «Save Me from Myself» (remix)                   | Veland        | Veland | 5:05     |  |
| 3.  | «Meridian» (acoustic)                           | Veland        | Veland | 4:05     |  |
| 4.  | «First We Take Manhattan» (Leonard Cohen cover) | Leonard Cohen | Veland | 3:56     |  |
| 5.  | «Obire Mortem» (Meeting Death)                  | Instrumental  | Veland | 2:22     |  |

## Créditos
- Morten Veland – Voz gutural, guitarra, bajo, teclado, programaciones, batería.
- Henriette Bordvik – Voz
- Fabienne Gondamin – Voz en "Meridian (Acústica)"
- Emmanuelle Zoldan – Voz en "First We Take Manhattan"
- Kristian Gundersen – Voz Limpia

### Músicos de sesión
- Anne Verdot – Violín
- The Sirenian Choir: Emilie Lesbros, Johanna Giraud, Sandrine Gouttebel, Emmanuelle Zoldan, Damien Surian, Hubert Piazzola, Mathieu Landry – Coro.